# Spawn of Possession
Spawn of Possession var ett technical death metal-band från Kalmar, Sverige.

## Historia
Bandet bildades 1997 av Jonas Bryssling (gitarr), Jonas Karlsson (gitarr) och Dennis Rödum (trummor). Efter tre år släppte de sitt första demo, "The Forbidden". Bryssling och Karlsson skötte även basspelandet, Röndum la sången. Direkt efter att skivan släpptes fick bandet tag på en riktig basgitarrist, Nicklas Dewerud, och ett år senare spelade de in "Church of Deviance", sin andra demo, vilket resulterade i ett skivkontrakt med Unique Leader Records i december 2001.
De följande sex månaderna jobbade Spawn of Possession hårt med att skriva nya låtar, och i juni 2002 spelade de in sitt debutalbum, "Cabinet", som släpptes i USA 2002 och i Europa 2003. Strax efter inspelningen gick sångaren Jonas Renvaktar med i bandet.
Efter några långa turnéer runt om i världen med band som Cannibal Corpse, Hypocrisy, Gorgasm, Vile, Severed Savior, Disavowed, Exhumed, Kataklysm med flera, började bandet arbeta på nytt material, bytte skivbolag till Neurotic Records och efter ett år av låtskrivande spelades det andra fullängdsalbumet in, "Noctambulant". Strax innan det släpptes, sommaren 2006, genomförde de en Europaturné med Hate Eternal.
Musikaliskt har bandet inriktat sig på att blanda så kallad amerikansk oldschool death metal i stil med Monstrosity, Morbid Angel, Gorguts, Cannibal Corpse etc. med mer melodiska inslag som för tankarna till klassisk musik och även jazz i vissa fall. Texterna handlar om demonisk besatthet.
Logotypen som bandet använder är ritad av Richard Yamos.

## Medlemmar
Senaste medlemmar
- Dennis Röndum – trummor (1997–2006), sång (1997–2006, 2010–2017)
- Jonas Bryssling – gitarr (1997–2017)
- Erlend Caspersen – basgitarr (2007–2017)
- Christian Münzner – gitarr (2009–2017)
- Henrik Schönström – trummor (2010–2017)

Tidigare medlemmar
- Jonas Karlsson – gitarr (1997–2008)
- Niklas Dewerud – basgitarr (2000–2007)
- Jonas Renvaktar – sång (2002–2009)
- Richard Schill – trummor (2009–2010)
- Matthew "Chalky" Chalk – sång (2009–2010)

Turnerande medlemmar
- Ben Lawless – gitarr (2010)
- Danny Tunker – gitarr (2012)

Bidragande musiker (studio)
- Mikael Petersson – sång (2000)
- Dusty Boisjolie – bakgrundssång (2006)
- Robbe Kok – bakgrundssång (2006)
- Pat O'Brien – sologitarr (2006)
- Jonas Karlsson – sologitarr (2012)

## Diskografi
Demo
- The Forbidden (2000)
- Church of Deviance (2001)

Studioalbum
- Cabinet (2003)
- Noctambulant (2006)
- Incurso (2012)